# جينيفر بوتيريل
جينيفر بوتيريل (Jennifer Botterill) هي لاعبة أولمبية لرياضة هوكي الجليد من كندا. شاركت في الأولمبياد الشتوي في 1998–2010، وفازت بما مجموعه 4 ميداليات.

## الميداليات
| ذهب | فضة | برونز | المجموع |
| 3   | 1   | 0     | 4       |

## روابط خارجية
- جينيفر بوتيريل على موقع EliteProspects.com (الإنجليزية)
- جينيفر بوتيريل على موقع Eurohockey.com (الإنجليزية)
- جينيفر بوتيريل على موقع أوليمبيديا (الإنجليزية)
- جينيفر بوتيريل على موقع اللجنة الأولمبية الكندية (الإنجليزية)